# Història de Burkina Faso
Aquest article tracta sobre la història de Burkina Faso. L'estat és poblat d'ençà del 7000 aC per comunitats caçadores recol·lectores que segueixen els costums locals. S'hi han trobat restes dels Dogon.
El segle XV s'incorpora a l'Imperi Songhai, una de les potències de la regió. El segle xix va ser dominat pels mossi, fins que esdevingué un protectorat francès.
Depèn de França del 1919 fins al 1960, amb el nom colonial d'Alt Volta mantingut fins a l'agost de 1984. Actualment és una república multipartidista. S'ha deixat enrere la inestabilitat política de la dècada dels 80 i actualment hi regna la democràcia.

## Abans de la colonització

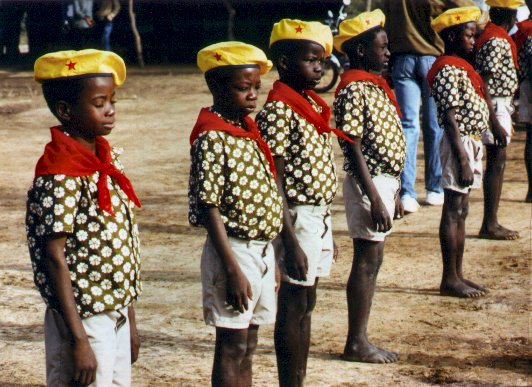
Nens de la revolució de 1983-1987

Poques coses es coneixen sobre la història antiga de Burkina Faso. Hi hagué una civilització neolítica que ha deixat pedres tallades, motius gravats i ceràmica al I mil·lenni aC. Més endavant hi va aparèixer l'agricultura i es desforestaren les terres. Un grup de genets va constituir una aristocràcia militar sobre aquesta estructura. Detentaven el poder polític: aquests genets van arribar a pactes amb els indígenes que van seguir sent els propietaris del sòl. Aquesta organització encara es pot veure en la forma dels caps de cantó i caps de la terra.
Igual que tota la zona oest d'Àfrica, Burkina Faso fou poblada en èpoques primerenques: s'establiren caçadors recol·lectors a la part nord-oest del territori uns 12.000 - 5.000 anys aC. Es descobriren eines (raspadors, punxons i puntes de fletxes) d'aquests grups al 1973. Hi ha registres d'assentaments d'agricultors produïts entre el 3600 i el 2600 aC. Les traces de les estructures trobades donen la impressió d'edificis relativament permanents. L'estudi de restes de tombes descobertes indica que l'ús del ferro, de ceràmica i pedres polides s'hi va desenvolupar entre 1500 i 1000 anys aC, com també la preocupació sobre temes espirituals.
S'han trobat relíquies dels dogon a les zones central-nord, nord i nord-oest. Però aquest poble va abandonar la regió cap al 1500 aC, per assentar-se en els penya-segats de Bandiagara.
Diverses onades d'immigrants van portar fins allà els mossi entre els segles XI i  XIV. La seva integració amb les tribus locals donà lloc al naixement de quatre regnes dels quals el més septentrional i important, el Yatenga, va mantenir relacions conflictives amb el seu poderós veí, el Sudan, i arribà fins i tot a conquerir Tombouctou el 1329. Dotat d'una administració centralitzada i d'una defensa eficaç, Yatenga va resistir la islamització que tractava d'imposar l'Imperi dels Songhai.
Altres invasions van modificar la població de l'actual Burkina Faso: Gurmanché, BWA, senufos, Gan, Bambaras i al nord tuaregs, peuls, songhais i djerma.
Altres ones d'immigració al segle xix porten a la zona musulmans. Entre ells estan els peuls, que van controlar l'est del riu Volta a partir del 1810. El Mogoo Naaba d'Ouagadougou està sota pressió constant.

## Període colonial

### De les primeres colònies a la creació d'una colònia autònoma
El 1888 una primera expedició francesa arriba al territori de l'actual Burkina Faso, al comandament del capità Binger, a Ouagadougou; aquest és rebut pel Mogho Naaba. Dos anys més tard, el doctor Crozat travessa la regió i s'atura a Bobo-Diulasso, on és rebut per la princesa Guimbi-Uattara, i a Ouagadougou, on també és rebut pel Mogho Naaba. L'ambient entre occidentals i indígenes s'enrareix el 1891, amb l'expedició del capità Monteil: visita Segú i Sikasso, però a Ouagadougou, el Mogho Naaba es nega a rebre'l. A aquesta li segueixen altres missions, especialment les de Ménard i Beaulot el 1891-1892. El 1894 les tropes franceses entren a Ouagadougou.
El Mogho Naaba d'Ouagadougou accepta el 1896 el protectorat dels francesos, que estan embarcats en una carrera colonial amb els britànics. Els altres regnes mossi donaran més problemes. Mentre es constitueix l'Àfrica Occidental Francesa fins al 1919, els territoris mossi formaran part d'una entitat anomenada Alt Senegal-Níger. Durant la Primera Guerra Mundial, tot i que es resisteixen a ser enrolats, els mossi formen la part més gran del contingent dels tiradors senegalesos.

### Alt Volta entre1919i1958
El 1919 es constitueix la colònia de l'Alt Volta en l'actual territori de Burkina Faso; abasta set cercles: Gaua, Bobo-Dioulasso, Dedugu, Ouagadougou (capital), Dori, Say i Fada N'Gouma. No obstant això, determinats elements fan que l'autonomia de l'Alt Volta sigui problemàtica: d'una banda, les colònies veïnes desitjaven apoderar-se d'aquesta reserva de mà d'obra, i la colònia no té sortida al mar; per altra banda, l'administració colonial ha de restringir les seves despeses de funcionament. Per aquesta raó al setembre de 1932, l'Alt Volta es desmembra per beneficiar el Sudan francès (actual Mali), a Costa d'Ivori i el Níger, malgrat les protestes del Mogho Naaba. Però després dels serveis prestats durant la Segona Guerra Mundial, es va reconstituir l'Alt Volta el 1947, el Mogho Naaba Kom, el més rellevant cap tradicional burkinès, inicia nombroses gestions per aconseguir-ho, especialment escrivint al president de la República Francesa, Vincent Auriol.
La creació de noves infraestructures polítiques contribueix a associar els autòctons a la gestió del territori. Es trien els primers consells municipals, així com una Assemblea Territorial; s'envien representants al Parlament metropolità, a l'Assemblea de la Unió Francesa i al Gran Consell de l'AOF. El 31 de març de 1957 es tria per sufragi universal la nova Assemblea territorial, i es designa un govern de dotze membres. Daniel Ouezzin Coulibaly, diputat de Costa d'Ivori però nadiu de l'Alt Volta, és elegit vicepresident, i després president d'aquest govern, tot i que mor el 7 de setembre de 1958.

### Cap a la independència
La Comunitat Francesa, proposada per referèndum el 28 de setembre de 1958, és aprovada pel 99,5% dels votants, i el 75% dels inscrits. L'11 de desembre del mateix any es proclama la República Voltaica, que immediatament s'adhereix a la Comunitat. El 1959 la República passa a ser autònoma, i ja en el mes de març es produeix la retirada del projecte de la Federació de Mali que reunia l'Alt Volta, el Sudan francès, Dahomey i el Senegal. L'Assemblea territorial de 1957 passa a ser l'Assemblea Constituent i elabora una Constitució, adoptada per referèndum el 15 de març de 1958.
A les eleccions legislatives del 19 d'abril de 1959, el Reagrupament Democràtic Africà (RDA) triomfa amb un ampli avantatge del 70% dels vots, i ocupa 65 dels 75 escons de l'Assemblea (i després 71 després de dimissions: el PRA, molt minoritari, desapareix poc després). El senador Koné Begnon és elegit president de l'Assemblea, i Maurici Yaméogo, que havia succeït a Ouezzin Coulibaly en la presidència del govern, es converteix en president del Consell de Ministres. Després d'un període de relativa inestabilitat, l'autoritat de l'estat es restableix a poc a poc. Yaméogo reforça la seva autoritat en ser elegit cap del Reagrupament Democràtic Africà el 30 de desembre de 1959, el 4 de juny de 1960 l'Alt Volta va demanar i aconsegueix la seva independència.

## Des de la independència fins als nostres dies

### La Primera República
L'estat accedeix oficialment a la independència el 5 d'agost de 1960, i entra a les Nacions Unides el 20 de setembre. Després de tractar d'imposar la Unió Democràtica Voltaica com a partit únic, el primer president Maurici Yaméogo es veu obligat a dimitir el 3 de gener de 1966 després de diferents aixecaments populars.

### Lamizana al poder
En nom de l'exèrcit el tinent coronel Abubacar Sangoulé Lamizana es converteix en president de la República; fa caure la Primera República, instaura un règim militar autoritari i suprimeix els partits polítics. El 12 de febrer de 1969 nacionalitza les escoles privades catòliques. El règim va cedint a poc a poc i el 20 de novembre d'aquest any es tornen a autoritzar els partits polítics. El 14 de juny de 1970 el cap de l'estat fa aprovar per referèndum una nova Constitució. Així comença la Segona República.
Hi ha eleccions legislatives el 20 de desembre de 1970. No obstant això la democràcia dura poc, perquè el 8 de febrer de 1974 Lamizana dona un nou cop d'estat, suspèn la constitució, dissol l'Assemblea nacional, i elimina així l'efímera Segona República. L'exèrcit reprèn el poder. A la fi de 1974 es produeix un conflicte fronterer entre l'Alt Volta i Mali.
El 27 de novembre s'aprova per referèndum una nova Constitució, que dona lloc a la Tercera República. A les eleccions legislatives es presenten set partits, encara que només es permet que segueixin existint els tres que més vots van aconseguir. Després de guanyar en les eleccions presidencials del maig de 1978, Lamizana s'enfronta a una vaga general el 1980. El 25 de novembre de 1980 és enderrocat pel general Saye Zerbo, que encapçala el Comitè militar de Rellançament del Progrés Nacional (CMRPN).

### Des de 1980 fins als nostres dies
No obstant això, dos anys més tard, el 7 de novembre de 1982, aquest és enderrocat al seu torn, i ha de cedir el poder al Consell de Salvació del Poble (CSP) del comandant Jean-Baptiste Uedraogo. Aquest últim escull com a primer ministre a Thomas Sankara, que només roman en el poder fins al maig de 1983. A causa d'aquest enderrocament, el 4 d'agost de 1983, una part de l'exèrcit se sotmet al comandant Bukari Lingani, i els capitans Blaise Compaoré, Thomas Sankara i Henri Zongo es revolten. El CSP és derrocat, i reemplaçat pel Consell Nacional de la Revolució (CNR). A l'any següent, el 4 d'agost, amb motiu del primer aniversari de la revolució, el país és rebatejat com Burkina Faso ('País de les persones íntegres'); s'escullen nou himne nacional i nova bandera; també es porta a terme una nova divisió territorial, que origina 25 províncies i 121 departaments.
Sota el mandat de Sankara es va combatre la desertificació, plantant deu milions d'arbres en només quinze mesos, la taxa d'escolarització va pujar del 6 al 22%, va impulsar campanyes importants de vaccinació i va millorar la situació de les dones, amb la prohibició de l'ablació genital i la poligàmia. També va incloure algunes dones al seu govern.
Després de 4 anys de règim revolucionari, el president Sankara va ser enderrocat al seu torn per Blaise Compaoré, el 15 d'octubre de 1987. Després d'aquest cop d'estat Thomas Sankara fou assassinat. Blaise Compaoré arriba al poder el 1987. El multipartidisme s'hi instaurà el 1991. Blaise Compaoré va ser elegit per primera vegada el 1991, i reelegit el 1998 i el 2005.
L'assassinat de Sankara va romandre sense jutjar durant més de 34 anys, arran de la desclassificació per part del govern francès d'uns documents relatius al complot, la justícia del país va reobrir el cas, atès que es creia que al darrer del cop hi havien l'estat francès, Costa d'Ivori, altres països francòfons de la regió, Líbia i potser mercenaris del liberià Charles Taylor i la CIA estatunidenca. En total es van imputar a 14 persones, entre elles l'acusat principal, Blaise Campaoré.

## Aixecament de 2014
El 28 d'octubre de 2014 van començar les protestes a Ouagadougou contra el president Blaise Compaoré que volia esmenar la Constitució per poder allargar el seu govern que ja durava 27 anys. El 30 d'octubre alguns manifestants incendien el Parlament i ocupen la seu de la Televisió Nacional. El mateix dia es va tancar l'aeroport internacional d'Ouagadougou i es va suspendre el vot que canviaria la Constitució perquè Compaoré pogués presentar-se a la reelecció el 2015. Posteriorment, l'exèrcit va dissoldre totes les institucions governamentals i van establir un toc de queda. El 31 d'octubre el president Compaoré va dimitir després de 27 anys de ser president, i el general Honoré Nabéré Traoré ocupa el càrrec de cap d'estat de Burkina Faso.
Després que Honoré Nabéré Traoré es proclamés cap d'estat interí, com que la gent no estava contenta amb aquest fet, ja que era la mà dreta de l'antic president Compaoré, el tinent coronel Yacouba Isaac Zida es va proclamar nou cap d'estat interí.

## Cop d'estat de 2015
El 17 de setembre 2015, la guàrdia presidencial —un dels pilars de l'expresident Blaise Compaoré— va retenir com a ostatges el president Michel Kafando i el primer ministre Isaac Zida; fonts militars van anunciar la dissolució del govern de transició, i nomenaren el general Gilbert Diendere com a cap de consell.